# Pterotrichina elegans
Pterotrichina elegans är en spindelart som beskrevs av Raymond Comte de Dalmas 1921. Pterotrichina elegans ingår i släktet Pterotrichina och familjen plattbuksspindlar. Inga underarter finns listade i Catalogue of Life.